# 1848 год
1848 (ты́сяча восемьсо́т со́рок восьмо́й) год  по григорианскому календарю — високосный год, начинающийся в субботу. Это 1848 год нашей эры, 8‑й год 5‑го десятилетия XIX века 2‑го тысячелетия, 9‑й год 1840‑х годов. Он закончился 177 лет назад.
| Пн | Вт | Ср | Чт | Пт | Сб | Вс |
|    |    |    |    |    | 1  | 2  |
| 3  | 4  | 5  | 6  | 7  | 8  | 9  |
| 10 | 11 | 12 | 13 | 14 | 15 | 16 |
| 17 | 18 | 19 | 20 | 21 | 22 | 23 |
| 24 | 25 | 26 | 27 | 28 | 29 | 30 |
| 31 |    |    |    |    |    |    |

| Пн | Вт | Ср | Чт | Пт | Сб | Вс |
|    | 1  | 2  | 3  | 4  | 5  | 6  |
| 7  | 8  | 9  | 10 | 11 | 12 | 13 |
| 14 | 15 | 16 | 17 | 18 | 19 | 20 |
| 21 | 22 | 23 | 24 | 25 | 26 | 27 |
| 28 | 29 |    |    |    |    |    |

| Пн | Вт | Ср | Чт | Пт | Сб | Вс |
|    |    | 1  | 2  | 3  | 4  | 5  |
| 6  | 7  | 8  | 9  | 10 | 11 | 12 |
| 13 | 14 | 15 | 16 | 17 | 18 | 19 |
| 20 | 21 | 22 | 23 | 24 | 25 | 26 |
| 27 | 28 | 29 | 30 | 31 |    |    |

| Пн | Вт | Ср | Чт | Пт | Сб | Вс |
|    |    |    |    |    | 1  | 2  |
| 3  | 4  | 5  | 6  | 7  | 8  | 9  |
| 10 | 11 | 12 | 13 | 14 | 15 | 16 |
| 17 | 18 | 19 | 20 | 21 | 22 | 23 |
| 24 | 25 | 26 | 27 | 28 | 29 | 30 |

| Пн | Вт | Ср | Чт | Пт | Сб | Вс |
| 1  | 2  | 3  | 4  | 5  | 6  | 7  |
| 8  | 9  | 10 | 11 | 12 | 13 | 14 |
| 15 | 16 | 17 | 18 | 19 | 20 | 21 |
| 22 | 23 | 24 | 25 | 26 | 27 | 28 |
| 29 | 30 | 31 |    |    |    |    |

| Пн | Вт | Ср | Чт | Пт | Сб | Вс |
|    |    |    | 1  | 2  | 3  | 4  |
| 5  | 6  | 7  | 8  | 9  | 10 | 11 |
| 12 | 13 | 14 | 15 | 16 | 17 | 18 |
| 19 | 20 | 21 | 22 | 23 | 24 | 25 |
| 26 | 27 | 28 | 29 | 30 |    |    |

| Пн | Вт | Ср | Чт | Пт | Сб | Вс |
|    |    |    |    |    | 1  | 2  |
| 3  | 4  | 5  | 6  | 7  | 8  | 9  |
| 10 | 11 | 12 | 13 | 14 | 15 | 16 |
| 17 | 18 | 19 | 20 | 21 | 22 | 23 |
| 24 | 25 | 26 | 27 | 28 | 29 | 30 |
| 31 |    |    |    |    |    |    |

| Пн | Вт | Ср | Чт | Пт | Сб | Вс |
|    | 1  | 2  | 3  | 4  | 5  | 6  |
| 7  | 8  | 9  | 10 | 11 | 12 | 13 |
| 14 | 15 | 16 | 17 | 18 | 19 | 20 |
| 21 | 22 | 23 | 24 | 25 | 26 | 27 |
| 28 | 29 | 30 | 31 |    |    |    |

| Пн | Вт | Ср | Чт | Пт | Сб | Вс |
|    |    |    |    | 1  | 2  | 3  |
| 4  | 5  | 6  | 7  | 8  | 9  | 10 |
| 11 | 12 | 13 | 14 | 15 | 16 | 17 |
| 18 | 19 | 20 | 21 | 22 | 23 | 24 |
| 25 | 26 | 27 | 28 | 29 | 30 |    |

| Пн | Вт | Ср | Чт | Пт | Сб | Вс |
|    |    |    |    |    |    | 1  |
| 2  | 3  | 4  | 5  | 6  | 7  | 8  |
| 9  | 10 | 11 | 12 | 13 | 14 | 15 |
| 16 | 17 | 18 | 19 | 20 | 21 | 22 |
| 23 | 24 | 25 | 26 | 27 | 28 | 29 |
| 30 | 31 |    |    |    |    |    |

| Пн | Вт | Ср | Чт | Пт | Сб | Вс |
|    |    | 1  | 2  | 3  | 4  | 5  |
| 6  | 7  | 8  | 9  | 10 | 11 | 12 |
| 13 | 14 | 15 | 16 | 17 | 18 | 19 |
| 20 | 21 | 22 | 23 | 24 | 25 | 26 |
| 27 | 28 | 29 | 30 |    |    |    |

| Пн | Вт | Ср | Чт | Пт | Сб | Вс |
|    |    |    |    | 1  | 2  | 3  |
| 4  | 5  | 6  | 7  | 8  | 9  | 10 |
| 11 | 12 | 13 | 14 | 15 | 16 | 17 |
| 18 | 19 | 20 | 21 | 22 | 23 | 24 |
| 25 | 26 | 27 | 28 | 29 | 30 | 31 |

## События
- 12 января — начало революции 1848—1849 годов в Италии. Восстание в Палермо.
- 24 января — на реке Сакраменто обнаружено золото. Начало «золотой лихорадки» в США.
- 2 февраля — в Гуадалупе-Идальго подписан мирный договор между Мексикой и США. Мексика уступила Соединённым Штатам Техас, Новую Мексику, Верхнюю Калифорнию и прочие территории, то есть до 55 % территории страны[1].
- 15 февраля — в Лондоне был опубликован «Манифест коммунистической партии» Карла Маркса и Фридриха Энгельса.
- 24 февраля — с французского престола свергнут последний король из рода Бурбонов Луи-Филипп I. Начало революции во Франции[2].
- 27 февраля — начало революции 1848—1849 годов в Германии[3].
- 3 марта — Лайош Кошут, выступая в Государственном собрании Венгрии, предложил потребовать от австрийского императора Фердинанда I введения венгерской конституции и создания независимого венгерского правительства[4].
- 4 марта — король Сардинского королевства Карл Альберт обнародовал конституцию королевства — Альбертинский статут, ограничивавший монархию. Альбертинский статут с 1861 года действовал и в объединённой Италии[5].
- 13 марта — начало революции 1848—1849 годов в Австрии[6].
- 15 марта — начало революции 1848—1849 годов в Венгрии[7].
- 16 марта — во Франции введён дополнительный поземельный налог в 45 сантимов, настроивший крестьянство против Второй республики[8].
- 17 марта — в Сардинском королевстве издан королевский декрет о порядке выборов в парламент, устанавливавший высокий имущественный ценз[9].
- 18 марта
  - В Венгрии принят Закон об урбариальных повинностях, отменивший барщину, девятину, помещичий суд, церковную десятину и право неотчуждаемости дворянской собственности[10].
  - Вооружённое восстание в Милане и Венеции. Через четыре дня австрийская армия фельдмаршала Йозефа Радецкого вынуждена отступить[11].
- 23 марта
  - Премьер-министр Испании генерал Рамон Нарваэс получил от кортесов неограниченные полномочия и распустил их[12].
  - Лайош Баттяни сформировал первое правительство суверенной Венгрии[7].
- 25 марта — король Сардинского королевства Карл Альберт вынужден объявить войну Австрии. Официально началась Австро-итальянская война[11].
- 28 марта — австрийское правительство издало патент о выкупе барщинных повинностей в Чехии, начиная с 31 мая 1848 года[13].
- 29 марта — Ниагарский водопад из-за ледовых заторов на Ниагаре остановился на 30 часов.
- 31 марта — Кейт Фокс вступила в контакт с невидимой сущностью, что положило начало спиритуализму в его современной форме.
- 13 апреля — члены Союза коммунистов организовали рабочую организацию Кёльнский рабочий союз, который в скором времени возглавил Карл Маркс[14].
- 25 апреля — в Вене опубликован проект имперской конституции (т. н. Конституция Пиллерсдорфа), обещавшей всем нациям империи равноправие[7].
- 26 апреля — в охваченных национальными волнениями южных районах Венгрии введено осадное положение[15].
- 6 мая — послание восточных патриархов православным христианам, как ответ на аналогичное послание Пия IX от 6 января.
- 15 мая — антиправительственное выступление студентов и рабочих в Вене[16].
- 17 мая — посол Великобритании выслан из Мадрида по подозрению в поддержке оппозиции режиму генерала Нарваэса[12].
- 26 мая — восстание и баррикадные бои в Вене[16].
- 12 июня — начало Пражского восстания[16].
- 17 июня — австрийская армия подавила восстание в Праге[16].
- 22 июня — начало Парижского восстания. Поводом послужило правительственное распоряжение о ликвидации национальных мастерских. Восстание подавлено 26 июня[17].
- 3 июля — во Франции распущены национальные мастерские, осуществлявшие общественные работы силами безработных.
- 22 июля — в Вене открылся австрийский рейхстаг[16].
- 25 июля — в ходе Австро-итальянской войны итальянская армия сардинского короля Карла Альберта разбита австрийскими войсками фельдмаршала Йозефа Радецкого в битве при Кустоце[18].
- 5 августа — президент Гватемалы Рафаэль Каррера заявил о своей отставке[19].
- 6 августа — австрийская армия фельдмаршала Йозефа Радецкого заняла Милан[20].
- 9 августа — сардинский король Карл Альберт заключил унизительное перемирие с Австрией после разгрома при Кустоце[18].
- 15 августа — Законодательная ассамблея Гватемалы назначила президентом страны Хуана Антонио Мартинеса[19].
- 1 сентября — правитель Египта 71-летний Мухаммед Али передал власть своему сыну Ибрагиму-паше[21][22].
- 5 сентября — несколько провинций Гватемалы вновь отделились от страны и провозгласили государство Лос-Альтос. Президентом страны стал либерал Марсело Молина Мата[23].
- 7 сентября — император Австрии Фердинанд I подписал указ об отмене личной зависимости крестьян и об отмене феодальных повинностей за выкуп[16].
- 18 сентября — подавлено восстание во Франкфурте-на-Майне[24].
- 6 октября — в Вене началось народное восстание, явившееся кульминационной точкой австрийской революции[25].
- 8 октября — Государственное собрание Венгрии передало функции правительства Комитету защиты родины во главе с Лайошем Кошутом[4].
- 13 октября — в Гватемале принят декрет, запрещающий бывшему президенту Рафаэлю Каррере возвращаться в страну[26]
- 25 октября — гватемальская армия заняла столицу Лос-Альтоса город Кетсальтенанго[23].
- 31 октября — императорские войска вступили в Вену, подавление восстания[27].
- 4 ноября — принятие Учредительным собранием Франции Конституции Второй Французской республики[28][29]
- 7 ноября — восстание «партии прайеров» в Пернамбуку (Бразилия)[30].
- 10 ноября — скончался правитель Египта Ибрагим-паша. Его отец Мухаммед Али вернулся к власти[22].
- 15 ноября — завершил работу австрийский рейхстаг[16].
- 24 ноября — правитель Египта Мухаммед Али назначил своим преемником Аббаса Хильми[21][22].
- 2 декабря — император Австрии Фердинанд I отрёкся от престола в пользу своего племянника Франца-Иосифа[31].
- 10 декабря — Шарль Луи Наполеон Бонапарт избран президентом Французской республики[32].

### События без точных дат
- Весна народов — волна европейских восстаний продемократического и национально-освободительного характера.
- Пожар в Самаре; сгорел почти весь город.
- В Воронеже жители наблюдали северное сияние.

## Родились
См. также: Категория:Родившиеся в 1848 году
- 6 января — Христо Ботев, болгарский поэт, революционер-демократ.
- 24 января — Василий Иванович Суриков, русский живописец.
- 28 января — Гасаналиага-хан Карадагский, азербайджанский педагог, поэт, историк.
- 30 января — Фердинанд Манлихер, австрийский инженер, конструктор автоматических винтовок.
- 5 февраля — Шарль Мари Жорж Гюисманс, французский писатель.
- 25 апреля — Иван Яковлевич Яковлев, чувашский просветитель.
- 15 мая — Виктор Михайлович Васнецов, русский живописец.
- 28 мая — Никифор (Асташевский), первый митрополит Новосибирский.
- 6 июня — Антонио Дуарте Гомес Леаль (ум. 1921), португальский поэт.
- 7 июня — Поль Гоген, французский живописец.
- 8 июня — Андрей Сергеевич Мещерский, российский аквариумист.
- 9 июля — Вильгельм Кирхнер, немецкий зоотехник.
- 21 августа — Макс Либерман фон Зонненберг — германский политик, один из лидеров антисемитской партии в Германии.
- 29 декабря — Джованни Батиста Пирелли, итальянский инженер, предприниматель, основатель компании Пирелли.

## Скончались
См. также: Категория:Умершие в 1848 году

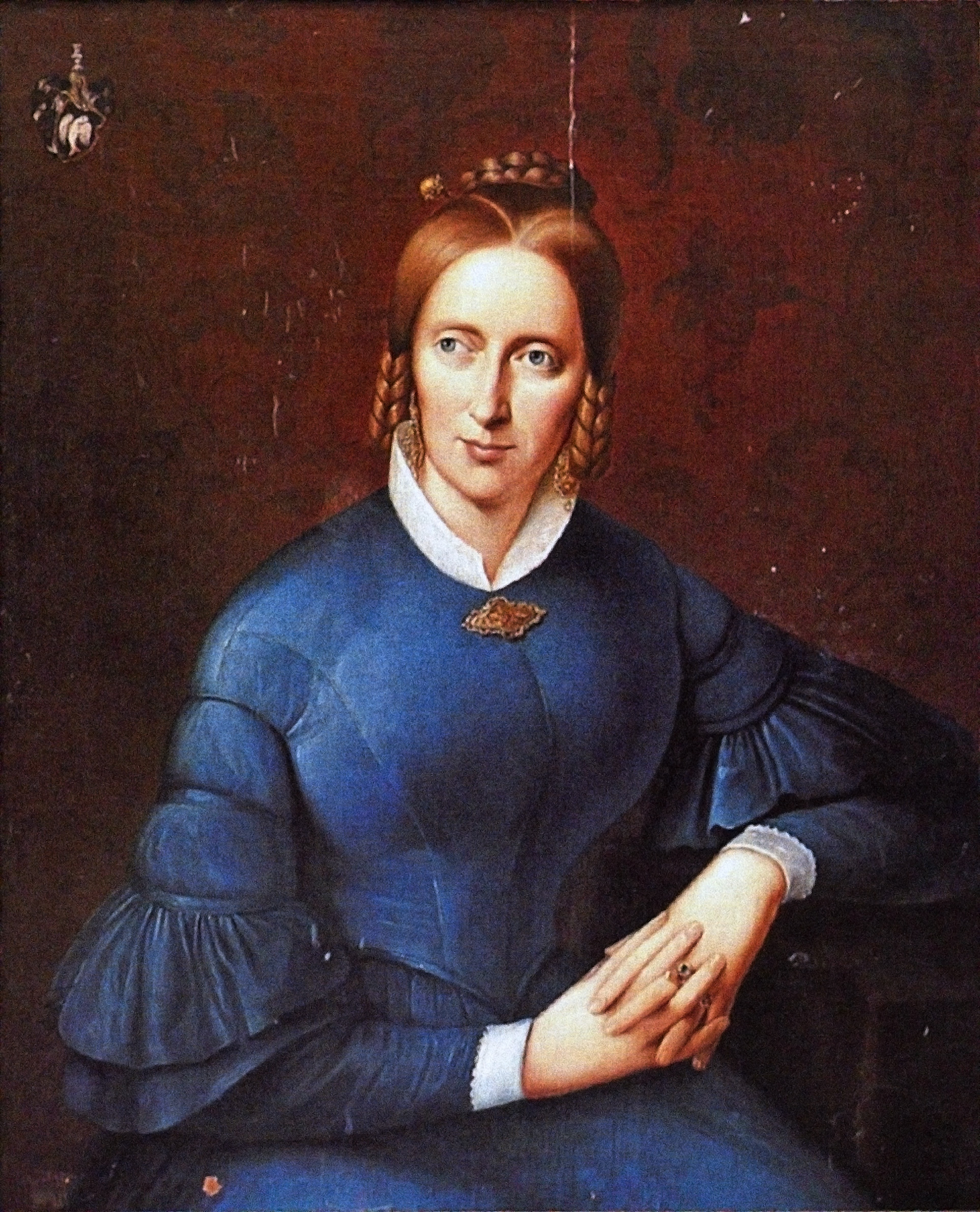
Дросте-Хюльсхофф

- 9 января — Каролина Гершель, первая женщина-астроном (род. 1750).
- 28 февраля — Джон Куинси Адамс, 6-й президент США (1825—1829) (род. 1767).
- 10 марта — Симонас Станявичюс, литовский поэт, фольклорист и историк (род. 1799).
- 14 марта — Иван Степанович Жиркевич, русский военачальник и мемуарист (род. 1789).
- 8 апреля — Гаэтано Доницетти, итальянский композитор (род. 1797).
- 22 апреля — Мария Тальони, итальянская балерина, ввела танец на пуантах.
- 24 мая — Аннетте Дросте-Хюльсхофф , немецкая поэтесса и новеллистка (род. 1797).
- 7 июня — Виссарион Григорьевич Белинский, русский литературный критик (род. 1811).
- 24 июня — Андрей Иванов, русский художник, представитель классицизма.
- 4 июля — Франсуа Рене де Шатобриан (род. 1768).
- 8 июля — Авдотья Истомина, балерина, увековеченная Александром Пушкиным в поэме «Евгений Онегин».
- 2 сентября — Пьетро Джордани, итальянский учёный, искусствовед и писатель (род. в 1774).
- 5 сентября — Василий Петрович Стасов, русский архитектор (род. 1769).
- 5 октября — Йозеф фон Хормайр цу Хортенбург, австрийский историк, австрийский и баварский государственный деятель (род. 1781).
- 17 октября — графиня Анна Орлова-Чесменская, камер-фрейлина, меценат.
- 27 октября — Александр Егорович Варламов, русский композитор, педагог, певец, дирижёр (род. 1801).
- 10 ноября — Ибрагим-паша, египетский полководец, правитель Египта в 1848 году (род. 1789)
- 18 декабря — Бернард Больцано, чешский теолог, философ и математик (род. 1781).
- Эсма султан — дочь османского султана Абдул-Хамида I. (род. 1778).